# Gymnostachyum magis-nervatum
Gymnostachyum magis-nervatum är en akantusväxtart som beskrevs av C. B. Cl.. Gymnostachyum magis-nervatum ingår i släktet Gymnostachyum och familjen akantusväxter. Inga underarter finns listade i Catalogue of Life.